# سي إن بي سي عربية
سي إن بي سي عربية (تعرف أيضاً بـ CNBC عربية) هي قناة تلفزيونية اقتصادية تابعة لمجموعة سي إن بي سي العالمية المملوكة لشركة كوم كاست الامريكية
تبث برامجها باللغة العربية وتخصص ساعات بثها بالكامل لتقديم تغطية تفصيلية لأخبار المال والأعمال العربية والعالمية. تبث برامجها من مقرها في مدينة دبي للإعلام في دبي بدولة الإمارات العربية المتحدة وتنتشر مكاتبها في أبوظبي والرياض وجدة والخبر والكويت والدوحة والمنامة والقاهرة.
تقدم سي إن بي سي عربية متابعة حية يومية لأسواق المال العربية والعالمية وتستضيف مجموعة من الخبراء والمحللين بالإضافة إلى عرض أشرطة إخبارية أسفل شاشتها لتبقي المشاهد على اتصال بما يحدث في العالم سياسياً واقتصادياً وفيما يخص أسواق المال والأسهم. كما تخصص القناة مساحات واسعة من أوقات بثها المسائي لتقديم التحليلات لمجريات أسواق المال العربية.
يضم فريق سي إن بي سي عربية مجموعة من المذيعين والصحفيين الاقتصاديين ومراقبي أسواق المال وتبث القناة متابعات حية لأسواق المال العربية والعالمية وتركز على الخليجية وبالأخص السوق السعودي كما تقدم مجموعة من نشرات الأخبار وباقة من البرامج والمجلات التلفزيونية ذات البعد الاقتصادي.

## البرامج
- حقيبة جو، جو الهوا
- برنامج من تقديم رولا محاسنة
- دين ودينار

## وصلات خارجية
- الموقع الرسمي